# CD Calahorra
CD Calahorra is een Spaanse voetbalclub uit Calahorra in de regio La Rioja. De club speelt sinds seizoen 2018/19 in de Segunda División Grupo 2. Thuisstadion is het Estadio La Planilla dat 5.000 plaatsen heeft.

## Geschiedenis
In 1923 werd in Calahorra Sociedad Cultural Deportiva opgericht dat in de regionale divisies uitkwam. In 1933 maakte deze club een doorstart als Calahorra CF. In 1936 speelde de club in de play-offs voor promotie naar de Segunda División, maar zonder succes. Na de Spaanse Burgeroorlog ontstond in 1946 CD Calahorra. Na enige jaren in de amateurdivisies debuteerde deze club in het seizoen 1949/1950 in de Tercera División. In de loop der jaren verbleef CD Calahorra in periodes in de Tercera División, afgewisseld met seizoenen in de amateurdivisies. In 1988 promoveerde de club voor het eerst naar de Segunda División B. In het seizoen 2000/2001 behaalde CD Calahorra een derde plaats in deze divisie, de hoogste klassering in de clubgeschiedenis. Hierdoor nam het deel aan de play-offs voor promotie naar de Segunda División A, echter zonder succes. Kort na dit hoogtepunt volgde echter degradatie naar de Tercera División.

## Bekende spelers
- Carlos Cuéllar
- Víctor Bravo de Soto Vergara